# Koziołek (Łódź)
Pour les articles homonymes, voir Koziołek.
Koziołek est une localité polonaise de la gmina de Bolesławiec, située dans le powiat de Wieruszów en voïvodie de Łódź.